# Senecio fistulosus
Senecio fistulosus là một loài thực vật có hoa trong họ Cúc. Loài này được Poepp. ex Less. miêu tả khoa học đầu tiên.